# 951 Gaspra

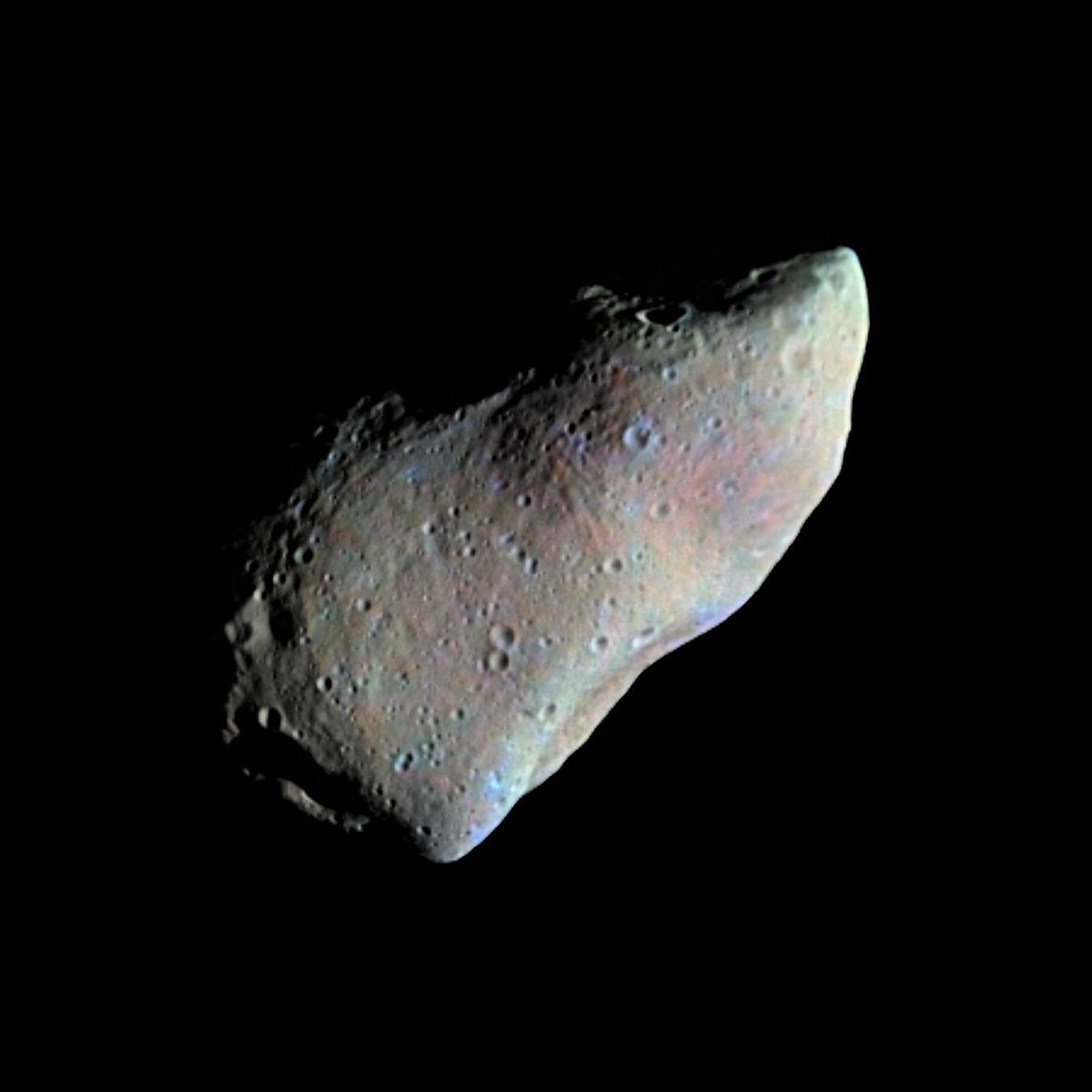
951 Gaspra

951 Gaspra é um asteroide do tipo-S que orbita o Sol na Região Interna do Cinturão de Asteroides, pertencendo a Família Flora. 951 Gaspra foi o primeiro asteroide a ser fotografado em alta resolução angular pela sonda Galileu, em sua rota para Júpiter em 29 de outubro de 1991.
O asteroide possui um diâmetro médio estimado em 19 km e uma forma irregular.

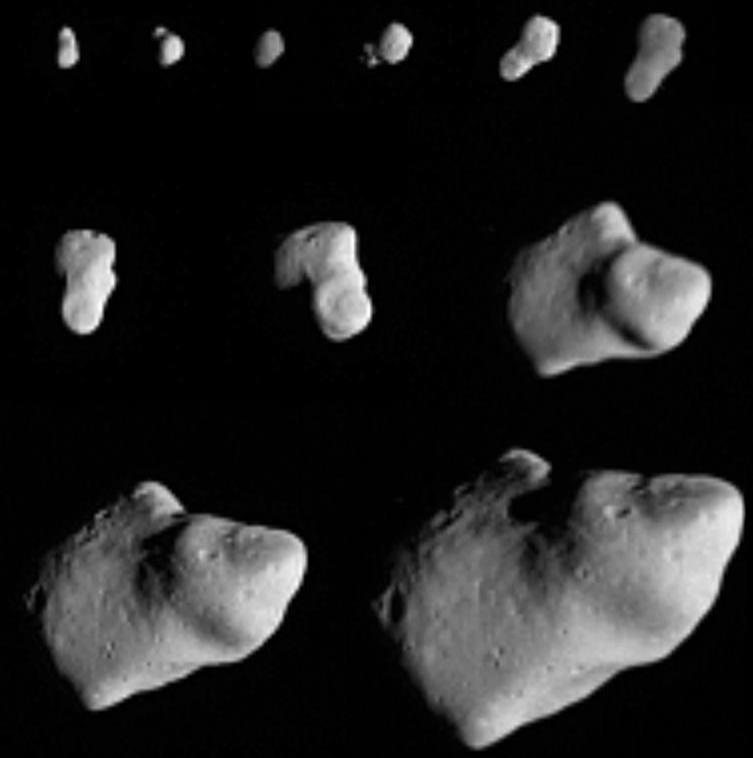
Imagens sucessivas da rotação de Gaspra

Este asteroide foi descoberto por G. N. Neujmin a 30 de Julho de 1916.